# سن-الفژ، کبک
سَن-اِلفِژ (به فرانسوی: Saint-Elphège) قصبه‌ای در منطقه شهری نیکوله-یاماسکا ناحیه سانتر-دو-کبک در استان کبک کانادا است. در سرشماری سال ۲۰۱۱ این قصبه ۳۲۶ نفر جمعیت داشته‌است و مساحت آن ۴۰٫۳۲ کیلومتر مربع است.